# Réserve nationale de faune du lac de la Dernière-Montagne
La réserve nationale de faune du lac de la Dernière-Montagne (anglais : Last Mountain Lake National Wildlife Area) est l'une des 8 réserves nationales de faune du Canada située en Saskatchewan. Située au nord du lac de la Dernière Montagne, cette réserve protège l'une des principales haltes migratoire de la Prairie. Couplé avec le refuge d'oiseaux du lac de la Dernière-Montagne, il s'agit de l'une des plus vieilles aires protégées du Canada et aussi du premier refuge d'oiseaux d'Amérique du Nord.

## Géographie
La réserve nationale de faune est située dans la province de la Saskatchewan, à environ 110 km au nord de Regina et à 135 km au sud est de Saskatoon. Elle comprend l'extrémité nord du lac de la Dernière Montagne. Le refuge d'oiseaux comprend 47,36 km2 et est surtout composé des eaux du lac. la réserve, quant à elle entoure le tout et à une superficie de 168,98 km2. Les deux aires protégées sont situées dans les municipalités rurales de Wreford No. 280, de Big Arm No. 251 et de Last Mountain Valley No. 250.

## Histoire
Le refuge d'oiseaux du lac de la Dernière-Montagne a été créée en 1887 sous la recommandation du Lieutenant-gouverneur des Territoires du Nord-Ouest (en), Edgar Dewdney qui visait la création d'un refuge pour la sauvagine. Il a été converti en refuge d'oiseaux migrateurs en 1921, soit quatre ans après la signature de la convention concernant les oiseaux migrateurs. Le refuge a été reconnu comme lieu historique national en tant que premier refuge d'oiseaux migrateur du Canada le 24 juin 1987. La réserve constitue également un site Ramsar depuis le 24 mai 1982.

## Faune
Le site abrite un poisson vulnérable : Ictiobus cyprinellus.
Il constitue une halte migratoire importante pour la Grue du Canada. Des anatidés (oies, cygnes et canards) y séjournent par milliers.